# Портерфілд (Вісконсин)
Портерфілд (англ. Porterfield) — місто (англ. town) в США, в окрузі Марінетт штату Вісконсин. Населення — 1888 осіб (2020).

## Демографія
Згідно з переписом 2010 року, у місті мешкала 1971 особа в 821 домогосподарстві у складі 601 родини. Було 993 помешкання
Расовий склад населення:
| - 98,0 % — білих - 0,5 % — корінних американців - 0,3 % — чорних або афроамериканців - 0,1 % — азіатів |

До двох чи більше рас належало 1,1 %. Частка іспаномовних становила 0,7 % від усіх жителів.
За віковим діапазоном населення розподілялося таким чином: 20,6 % — особи молодші 18 років, 63,2 % — особи у віці 18—64 років, 16,2 % — особи у віці 65 років та старші. Медіана віку мешканця становила 46,3 року. На 100 осіб жіночої статі у місті припадало 106,6 чоловіків;  на 100 жінок у віці від 18 років та старших — 110,3 чоловіків також старших 18 років.
Середній дохід на одне домашнє господарство  становив 72 640 доларів США (медіана — 60 577), а середній дохід на одну сім'ю — 83 922 долари (медіана — 73 864). Медіана доходів становила 59 167 доларів для чоловіків та 40 750 доларів для жінок. За межею бідності перебувало 8,9 % осіб, у тому числі 20,6 % дітей у віці до 18 років та 3,0 % осіб у віці 65 років та старших.
Цивільне працевлаштоване населення становило 962 особи. Основні галузі зайнятості: виробництво — 40,1 %, освіта, охорона здоров'я та соціальна допомога — 14,6 %, мистецтво, розваги та відпочинок — 8,3 %, роздрібна торгівля — 8,0 %.